# Cayaponia quinqueloba
Cayaponia quinqueloba är en gurkväxtart som först beskrevs av Constantine Samuel Rafinesque, och fick sitt nu gällande namn av Lloyd Herbert Shinners. Cayaponia quinqueloba ingår i släktet Cayaponia och familjen gurkväxter. Inga underarter finns listade i Catalogue of Life.